# 大屋圍
大屋圍（英語：Tai Uk Wai）是一條已拆卸的現代客家圍村，是香港少數置於大廈中的「城中村」。大屋圍於1956年落成，原位於荃灣新村街、大屋街和川龍街交界，由香港政府出資、關永康建築師負責設計、昌利建築公司承建，建築費約需120萬港元，用以安置因興建大欖涌水塘而受影響的大欖村、關屋地村民，是香港其中一條「以樓換地」並遷到新市鎮的鄉村，新村各取兩村其中一字而得名。2000年，大屋圍被清拆，重建成為單幢商住式物業海天豪苑。

## 歷史

#### 大欖生活

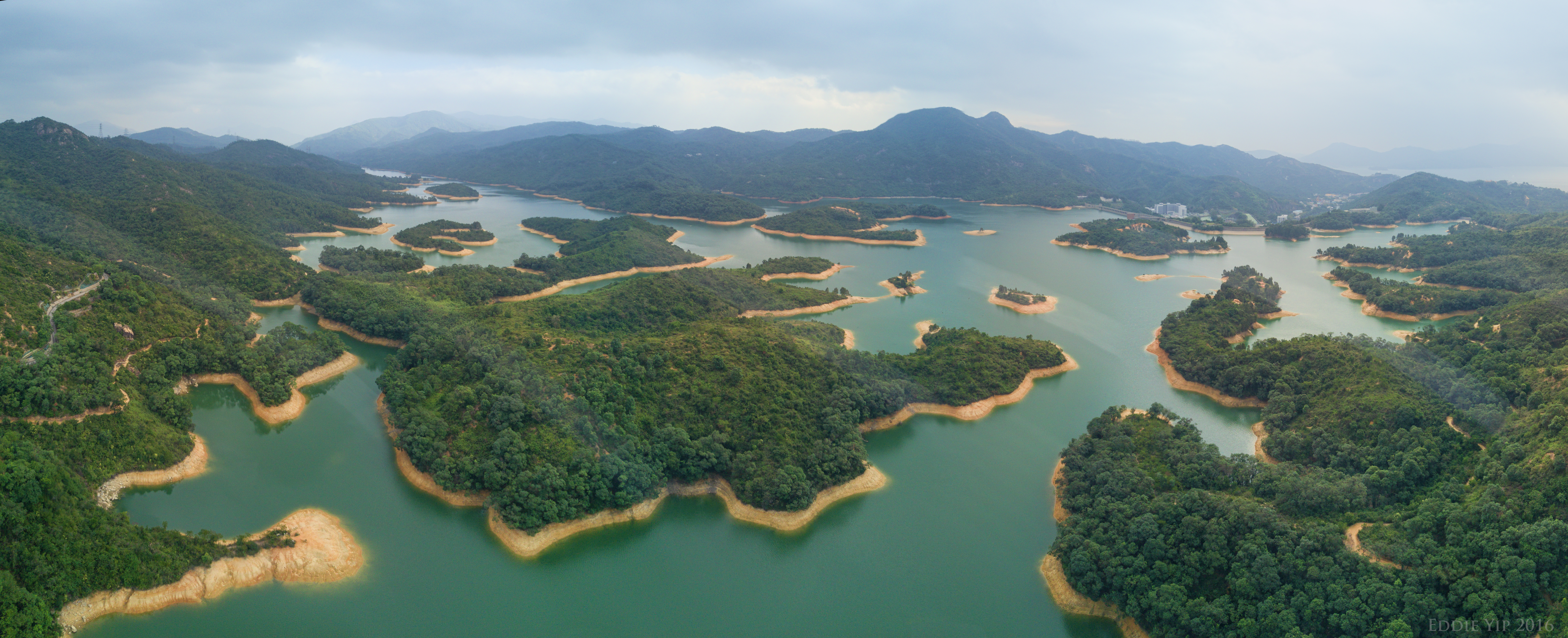
大欖涌水塘

大欖村、關屋地原位於元朗大欖谷，是相鄰的客家村落，有小徑連接大欖涌、小欖、掃管芴、十八鄉大棠村及八鄉河背村。位於河谷中游的關屋地有李姓、羅姓及曾姓人家，李姓人家是掃管芴李屋村的分支，祖籍廣東五華；位於河谷上游的大欖村全部是的祖籍廣東五華的張姓人家，大欖村建於清朝道光年間（1821年－1850年），百多年來以務農為生。根據人口普查報告，1911年，關屋地有居民43人，大欖村有居民61人。
1938年，香港政府計劃於新界西部興建水塘，政府曾到大欖涌進行測量工作，惟計劃因戰事被逼中斷。1947年，研究重新展開，並選定大欖涌作為新水塘的位置。但由於戰後百廢待興，未有足夠資金即時展開工程，故要延至1951年港府才正式撥款4,000萬，於1952年開始建造大欖涌水塘，水塘於1957年落成。
1940年代末，政府原計劃將兩村村民遷往其他鄉郊地區重新建村，包括曾建議的元朗八鄉和荃灣鱟地，但村民希望到城市生活，最後政府聽取村民意願在荃灣新填地興建一座大廈安置村民。新村保留原居民村地位並加入荃灣鄉事委員會，設村長兩名。新廈建於荃灣沙咀海濱的球場曠地上，該處原為一片淺灘。根據政府與兩村的協議，政府賠償村民每呎田地一毫四仙，牛隻每口1000元，果樹、耕作工具按價賠償；新廈業權屬居民所擁有，但村民十年內不得轉售物業，只可出租。政府原本承諾新廈入伙後便會立即發出屋契給村民，但雙方因免差餉、屋宇修繕、永久居所等問題未達成共識，直至1969年屋契才正式發出。

#### 遷居荃灣
1956年年中，大欖涌水塘已儲水至水塘容量的一半，水位已漲至關屋地村村口。 1956年8月，兩村居民一共30多戶人家、近200名村民告別農村生活，在政府車輛的協助下分批遷居到荃灣新廈，村民離開前特意聘請影樓拍攝全村面貌以作紀念。1956年9月6日，港府護督戴維德爵士代表港督到大屋圍為新村正式開幕，並在大廈中庭廣場植樹留念。大欖村、關屋地則隨即拆卸，原址永久淹沒於水塘中，村民春秋二祭會回到舊村附近遙祭。
1956年9月，大屋圍學校開辦，由新界鄉議局時任主席何傳耀擔任校監，學校設有一間課室，兩名教師和71位學生。學校於1980年代末結束辦學。

#### 重建問題

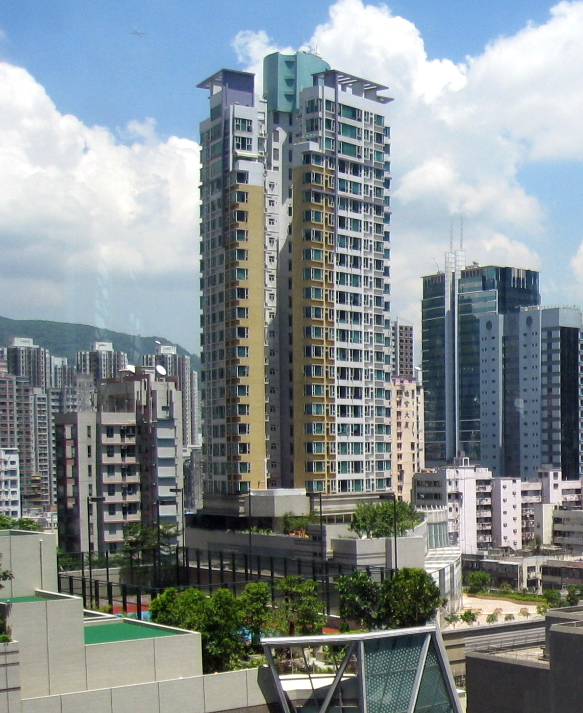
海天豪苑，2008年。

1970年代，因建築材料質素問題，大屋圍出現鋼筋生銹外露、石屎剝落等情況，進行了多次大維修。1969年，政府出資約2.5萬元、1973年，政府出資約11萬元、另一次於1980年，政府出資9萬元。村民曾與建築商達成協議，計劃將大屋圍重建成新式洋樓。
1997年，大屋圍仍住有80多戶、200多名居民，其時有立法會議員到訪大屋圍，居民指出大廈水渠破爛、雨天漏水、牆壁爆裂、天花剝落、鋼筋外露，如同「廢墟」一樣，議員直指政府向曾有意重建的發展商索取巨額補地價，令發展商望而卻步。
自1990年代起，新界鄉議局時任主席劉皇發旗下公司向政府申請重建荃灣大屋圍，補地價逾一億元，與村民協議以樓換樓及現金補助方式重建，終獲政府批准。大屋圍業權由同運發展有限公司持有，同運發展由劉皇發的兩名女兒劉麗華及劉麗芬控制。1999年，同運發展將大屋圍以3.53億元售予上市公司太平協和。
2000年，大屋圍正式被清拆，原址由太平協和重建成為單幢商住式物業海天豪苑，2002年12月入伙。現只餘下大屋街一名記載大屋圍這段歷史。
根據《南華早報》的報道，自大屋圍清拆後，大屋圍的原居民一直尋找土地重建村莊。2013年，大屋圍現任村長張家富成功在屯門順風圍購得土地建屋。

## 建築特色
大屋圍是一座三層高的U型鋼筋石屎建築物，在東、南、西面有28幢樓宇，北面設有進村的大鐵門，中間有中庭廣場，面績約45,000呎。大樓的地下有27間商鋪，一至二樓有52間一房兩廳的住宅單位，亦設有學校，天台正中間特設有大欖村張氏宗祠一座，紅牆綠瓦，亦建有中國特色飛簷屋頂。祠堂面向藍巴勒海峽，其前方亦不會有其他建築物高於祠堂。1994年，電影《金玉滿堂》曾於大屋圍取景拍攝。

## 歷屆原居民代表
| 年度      | 原居民代表 | 原居民代表 |
| --------- | ---------- | ---------- |
| 2023-2026 | 張家富     | 李偉光     |
| 2019-2022 | 張家富     | 李偉光     |
| 2015-2018 | 張家富     | 李偉光     |
| 2011-2014 | 張文彬     | 李春求     |
| 2007-2010 | 張文彬     | 李春求     |
| 2003-2006 | 張文彬     | 李春求     |